# Asia Nitollano
Asia Nitollano (Mt. Vernon, New York, 14 februari 1988) is een Amerikaans zangeres, danseres en model. Ze won het televisieprogramma Pussycat Dolls Present: The Search for the Next Doll. Daarnaast was ze danseres bij de New York Knicks in de NBA.
Nitollano is de dochter van R&B muzikant Joe Bataan en heeft een vier jaar oude dochter. Ze heeft Afro-Amerikaanse, Filipijnse en Puerto Ricaanse achtergronden.
In juli 2007 besloot Nitollano zich te gaan richten op haar solocarrière, ze is nooit ontslagen door de Pussycat Dolls.
Ook heeft ze geposeerd voor P. Diddy's kledinglijn Sean John Women's collection.
Momenteel staat ze onder contract bij het label Murder, Inc. en is ze bezig met een solo-album.